# Theobroma bicolor
Theobroma bicolor là một loài thực vật có hoa trong họ Cẩm quỳ. Loài này được Humb. & Bonpl. miêu tả khoa học đầu tiên năm 1806.